# 阿普里馬克河
阿普里馬克河（西班牙語：Río Apurímac）是全球最大河流系統亞馬遜河的源頭，發源至距離太平洋海岸160公里的秘魯西南部高5,597米的密斯米雪山，向西北流經庫斯科，阿普里馬克河在730.04公里的地方（12°15′46″S 73°58′44″W / 12.26278°S 73.97889°W）與曼塔羅河匯流成為埃納河。